# ISO 3166-2:ME

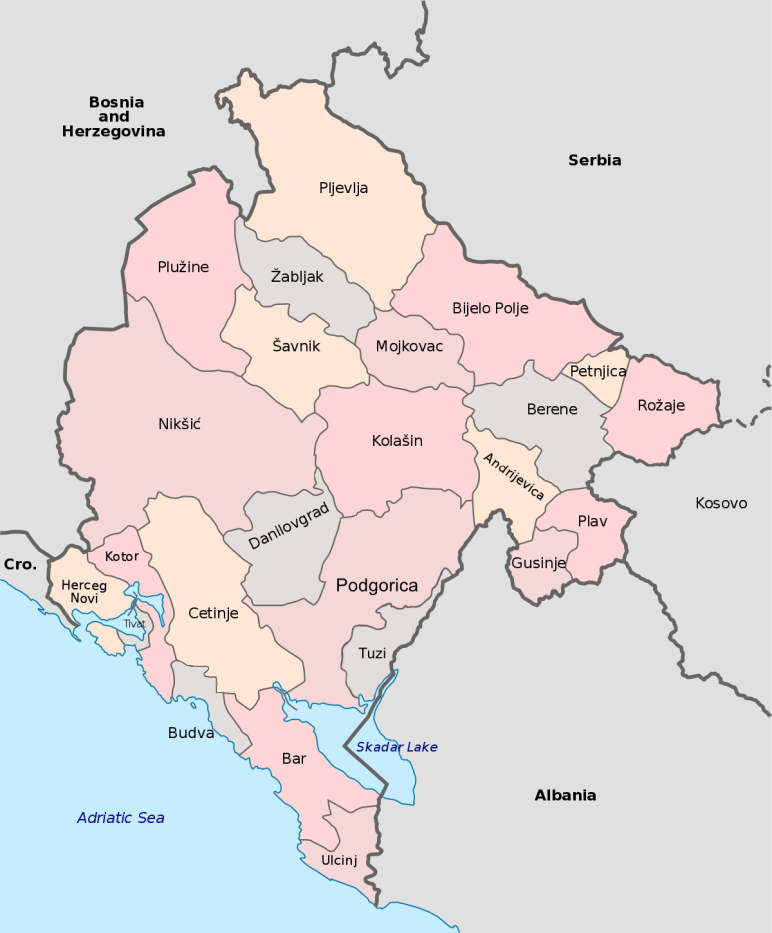
Fyzická mapa státu Černá Hora

Kódy ISO 3166-2 pro Černou Horu identifikují 25 opštin (stav v listopadu 2023). První část (ME) je mezinárodní kód pro Černou Horu, druhá část sestává ze dvou čísel identifikujících opštinu.

## Seznam kódů
```
ME-01 
Andrijevica

ME-02 
Bar

ME-03 
Berane

ME-04 
Bijelo Polje

ME-05 
Budva

ME-06 
Cetinje

ME-07 
Danilovgrad

ME-08 
Herceg Novi

ME-09 
Kolašin

ME-10 
Kotor

ME-11 
Mojkovac

ME-12 
Nikšić

ME-13 
Plav

ME-14 
Pljevlja

ME-15 
Plužine

ME-16 
Podgorica

ME-17 
Rožaje

ME-18 
Šavnik

ME-19 
Tivat

ME-20 
Ulcinj

ME-21 
Žabljak

ME-22 
Gusinje

ME-23 
Petnjica

ME-24 
Tuzi

ME-25 
Zeta
```